# Calcinose
Calcinose é a formação de depósitos de cálcio em qualquer tecido mole.

## Tipos

### Calcificação distrófica
O tipo mais comum de calcinose é a calcificação distrófica. Este tipo de calcificação pode ocorrer como uma resposta a qualquer dano em tecidos moles, incluindo aqueles envolvidos no implante de dispositivos médicos.

### Calcificação metastática
A calcificação metastática envolve um desequilíbrio de excesso de cálcio sistêmico, que pode ser causado por hipercalcemia, insuficiência renal, falta ou excesso de outros minerais ou pode ter outras etiologias.

### Calcinose tumoral
A etiologia da condição rara de calcinose tumoral não é totalmente entendida. É geralmente caracterizada por grandes calcificações globulares próximas às articulações.